# David J. Bartholomew
David J. Bartholomew (6 de agosto de 1931 – 16 de octubre de 2017) fue un matemático británico especialista en estadística, profesor emérito de la London School of Economics.
Después su estudios de pregrado y de posgrado en el University College London, especializado en estadística, trabajó durante dos años en la rama de investigación operativa en la Junta Nacional del Carbón. En 1957 comenzó su carrera académica en la Universidad de Keele y luego se trasladó a la Universidad de Gales, Aberystwyth, como profesor de estadística. Obtuvo una cátedra de estadística de la Universidad de Kent en 1967. Seis años más tarde se trasladó a la London School of Economics como profesor de Estadística donde permaneció hasta su jubilación en 1996. 
Durante su tiempo en la LSE también se desempeñó como subdirector durante tres años. Estos cargos se intercalaron con estancias como profesor visitante en la Universidad de Harvard, la Universidad de California en Berkeley, el Technion de Haifa, la Universidad de Melbourne, la Universidad de Indiana y la Universidad de Atenas de Ciencias Económicas y Empresariales. 
Es miembro de la Academia Británica, miembro del Instituto Internacional de Estadística, becario del Instituto de Estadística Matemática y ha servido como Secretario Honorario, Tesorero y Presidente de la Real Sociedad de Estadística. 
Ha actuado como consultor en una amplia gama de cuestiones estadísticas en organismos gubernamentales y otras organizaciones, en planificación de recursos humanos, estadísticas de desempleo y otras.
Se ha desempeñado como Presidente del Foro de la Ciencia y la Religión y en la actualidad edita sus revistas. Pertenece a la Iglesia Metodista, en el que ha sido un predicador local desde 1956, que ha llevado a cabo estudios sobre el suministro de los ministros y predicadores locales. 

## Obras
Es autor, coautor o editor de unos veinte libros y alrededor de 120 trabajos de investigación y artículos, principalmente en revistas técnicas, pero también en el ámbito de la ciencia y la religión. 
Sus libros incluyen Stochastic Models for Social Processes (3 ª edición 1982), Statistical Techniques for Manpower Planning (con AFForbes 1979; 2 ª edición con AFForbes SI y McClean, 1991), Latent Variable Models and Factor Analysis (1987, 2 ª edición, con Martin Knott, 1999), The Analysis and Interpretation of Multivariate Data for Social Scientists (con Steele, Moustaki y Galbraith) y Measuring Intelligence: Facts and Fallacies (2004).
Su God of Chance (1984) representa un intento de lidiar con las implicaciones teológicas de la crítica función que parece desempeñar el azar en el mundo natural. Este tema lo ha tratado en conferencias y artículos y en un par de libros posteriores, Uncertain Belief (1996, PBK 2000) y God, Chance and Purpose (2008).